# Diane Beckman
Général Diane Beckman est un personnage de fiction de la série télévisée américaine Chuck. Elle est interprétée par Bonita Friedericy.

## Biographie
Le Général Diane Beckman est le directeur de la NSA. Elle tient son rang de Général en Chef de l'équipe des États-Unis. Elle a révélé qu'elle a dépensé un temps significatif et des ressources sur plusieurs années pour retrouver Orion, le créateur en chef de l’Intersecret.
Le Général Beckman remplace le Directeur d'Intelligence National (Wendy Makkena) et devient le surveillant de l’Opération Bartowski. Initialement, Casey et Sarah devaient seulement protéger Chuck jusqu'à ce qu'un nouvel Intersecret le remplace. Sarah et Chuck ont cru qu'une fois que cela sera fait, Chuck serait libre de retourner à sa vie normale. Cependant, le Général Beckman donna des ordres secrets à Casey en lui signifiant que Chuck devait être éliminé afin que les secrets gouvernementaux soient conservés et qu'il ne tombent entre de mauvaises mains. Heureusement, après la destruction du deuxième Intersecret, ces ordres ont été annulés.
De plus, l'efficacité de l'Opération Bartowski contre le Fulcrum, lui permet de réaliser le succès de la C.I.A et fait le choix de garder le groupe, Chuck étant trop important. Elle a donc bloqué les tentatives de Chuck pour contacter Orion et de lui faire enlever l’Intersecret. Elle a aussi précisé que si Chuck est identifié, il sera emmené dans une détention préventive afin de protéger les secrets gouvernementaux et qui le couperait du monde.
Le rôle principal du Général Beckman est de fournir à l'Équipe Bartowski des mises à jour sur les flashs de Chuck et assigner leurs objectifs de mission. La plupart du temps, ces missions est le résultat des flashs de Chuck. Cependant plusieurs fois, le Général Beckman leur a attribué une mission de sa propre initiative basée sur des événements, auxquels les capacités de Chuck sont particulièrement souhaitées. Elle est, elle-même, rarement personnellement impliqué lors des missions et permet à l'équipe d'agir seule. Mais lors d'une mission, elle s'est personnellement impliqué lorsqu’Orion est entrée en contact avec Chuck. C'était la première fois depuis l'épisode pilote qu'un des superviseurs de l'équipe les a rencontrés en personne et aussi la première fois qu'un d'eux soit directement impliqués dans la mission de cet épisode.
Bien que le Général Beckman ne s'immisce pas directement dans la dynamique de l'équipe, l'attitude conflictuelle de Sarah au niveau de la manière dont Chuck est encadré, l'a amené à s'interroger quant à l'implication émotionnelle de Sarah vis-à-vis de Chuck. Casey a essayé de les couvrir, mais elle  lui a demandé de fournir un rapport sur la relation entre Sarah et Chuck. C'est ce qui a provoqué à ce que l'agent de la C.I.A. Alexandra Forrest (Tricia Helfer) soit assignée comme nouvelle protectrice de Chuck, conformément à la directive 49-B. Après que l'agent Forrest est échouée à protéger Chuck parce qu'elle a manqué d'établir la relation proche et exacte de Sarah et celui-ci, le Général Beckman a été forcée de reconnaître que les sentiments de Sarah pour Chuck font d'elle le meilleur choix pour le protéger.
Après l'échec de l'opération pour localiser le père de Chuck et qui a permis à Jill (Jordana Brewster) de s'échapper, Beckman décide de laisser tomber l'Opération Bartowski et ordonne à Casey et Sarah de protéger Chuck d'une manière beaucoup plus stricte. Elle a changé complètement cette décision quand l’Intersecret a été enlevé de la tête de Chuck. Dans le dernier épisode de la saison 2, elle a offert une position d'analyste à Chuck sur le projet de l’Intersecret. Elle a alors libéré Casey de ses obligations de protections et réassignée Sarah au projet de l’Intersecret avec Bryce Larkin (Matthew Bomer).

## Personnalité
Le Général Beckman est une femme sévère avec peu de tolérance à la confrontation de ses  subalternes. Elle est brusque et ne porte peu, voire aucun intérêt à la vie personnelle de Chuck au-delà de son service comme Intersecret. Beckman rejette fréquemment toutes  les objections de Chuck dans les situations qui le mettent en danger ou mettent en péril sa vie privée et éthique.
Elle pense dur comme fer être en guerre contre le Fulcrum et d'avoir à utiliser n'importe quelles armes dans leur arsenal pour les battre.
L'Opération Bartowski est leur seul atout fructueux dans ce combat, elle refuse de permettre à Chuck d'enlever l’Intersecret de sa tête et lui propose de devenir espion.
On connaît peu de chose sur la vie du Général. Elle a une amie, Condoleezza Rice, et il y a quelques années, a été d'une façon romanesque impliqué avec l'Agent Roan Montgomery (John Larroquette) spécialiste en séduction de la C.I.A. Beckman met énormément le professionnel en avant et son attitude ne montre rarement aucun signe d'émotion.
Elle a été profondément irritée par l'insistance de Chuck lors de ses demandes pour arriver à se libérer de l’Intersecret et a pris le combat contre le Fulcrum d'un point de vue d'orgueil et personnel en raison du nombre croissant d'hommes et de femmes qu'elle a envoyé à la mort en essayant de les battre.

## Commentaires
- Bien que généralement imperturbable, Beckman a été ouvertement vexée quand elle a supplié Daniel Shaw (Brandon Routh) de permettre de divulguer les détails complets de la mission récemment achevée par l'équipe avec Carina (Mini Anden) dans l'épisode Chuck Versus the Three Words.

## Sources
- (en) Cet article est partiellement ou en totalité issu de l’article de Wikipédia en anglais intitulé « Director Langston Graham » (voir la liste des auteurs).